# Albano Aleksi
Albano Aleksi (Fier, 10 de octubre de 1992) es un futbolista albanés que juega de centrocampista en el KF Egnatia de la Superliga de Albania.

## Trayectoria
Aleksi comenzó su carrera deportiva en el KF Butrinti en 2013, abandonando el club en 2015, después de fichar por el KS Luftëtari.
En 2019 fichó por el KF Teuta Durrës, levantando la Copa de Albania y la Supercopa en 2020, y la Superliga de Albania en 2021. Actualmente juega en el KF Tirana, donde llegó en 2023.

## Clubes
| Club            | País    | Año       |
| --------------- | ------- | --------- |
| KF Butrinti     | Albania | 2013-2015 |
| KS Luftëtari    | Albania | 2015-2019 |
| KF Teuta Durrës | Albania | 2019-2022 |
| KF Tirana       | Albania | 2022-2023 |
| KF Egnatia      | Albania | 2023-     |

## Palmarés

### Títulos nacionales
| Título               | Club            | País    | Año  |
| -------------------- | --------------- | ------- | ---- |
| Copa de Albania      | KF Teuta Durrës | Albania | 2020 |
| Supercopa de Albania | KF Teuta Durrës | Albania | 2020 |
| Superliga de Albania | KF Teuta Durrës | Albania | 2021 |
| Copa de Albania      | KF Egnatia      | Albania | 2024 |
| Superliga de Albania | KF Egnatia      | Albania | 2024 |
| Supercopa de Albania | KF Egnatia      | Albania | 2024 |
| Superliga de Albania | KF Egnatia      | Albania | 2025 |